# كاثرين من بيرين
كاثرين من بيرين (بالإنجليزية: Catrin of Berain)‏ (الويلزية: كاترين أو فيرين) من مواليد 1535 وتوفيت عن عمر يناهز 56 في 27 أغسطس 1591)، وتسمى أحيانًا مام سيمرو («والدة ويلز»)، كانت امرأة نبيلة ويلزية اشتهرت بزيجاتها الأربع واتساع شبكة الأحفاد والعلاقات.

## الحياة
يشار إليها أحيانًا باسم كاثرين تيودور، والدها هو تيودور أب روبرت فيتشان ووالدتها جين فيلفيل. يُقال إن جدها لأمها السير رولاند دي فيلفيل (1474 - 25 يونيو 1535)، كان ابنًا طبيعيًا للملك هنري السابع ملك إنجلترا من قبل سيدة بريتونية. كانت كاثرين التي قيل إنها كانت جناحًا للملكة إليزابيث، وريثة عقارات بيرين و بينيمينيد في دينبيشير و أنجلسي.

### جون سالوسبري
في سن ال 22 تزوجت كاثرين من جون سالوسبري المحتر، ابن السير جون سالوسبري من لويني(توفي 1578)، من عائلة سالسوبيري المرموقة في لويني بدينبيشير. يقال إن هناك رسالة كتبها الشاب سالوسبري أثناء وجوده في مدرسة وستمنستر ذكر فيها زوجته. توفي في أواخر مايو أو أوائل يونيو 1566. كانا متزوجين منذ تسع سنوات ولديهما ولدان:
- توماس سالوسبيري (1564-20 سبتمبر 1586).[4] أعدم كخائن لتورطه في مؤامرة بابينغتون. تزوج من أخته غير الشقيقة مارغريت وين (ابنة الزوج الثالث لكاثرين، موريس وين من زواج موريس الأول)، ورثت ابنتهما، مارغريت، بيرين في النهاية.

- جون سالوسبري (1565/66 - 1612)[4] تزوج من أورسولا ستانلي، ابنة غير شرعية لهنري ستانلي، إيرل ديربي الرابع وجين هالسول. كان السير هنري سالوسبري، أول بارونيت، أحد أبنائهما الباقين على قيد الحياة، وهو أول بارونيت سالوسبري في ليويني (1619). كان هنري والد آن سالوسبري، زوجة آرثر ستانهوب، وسلف كل إيرلز تشيسترفيلد من إيرل الخامس. نُشرت قصيدة شكسبير العنقاء والسلحفاة في مجموعة تسمى شهيد الحب (1601)، مكرسة لابن كاثرين جون سالوسبري، الذي منحته الملكة إليزابيث لقب فارس في يونيو 1601.

### السيد ريتشارد كلوف

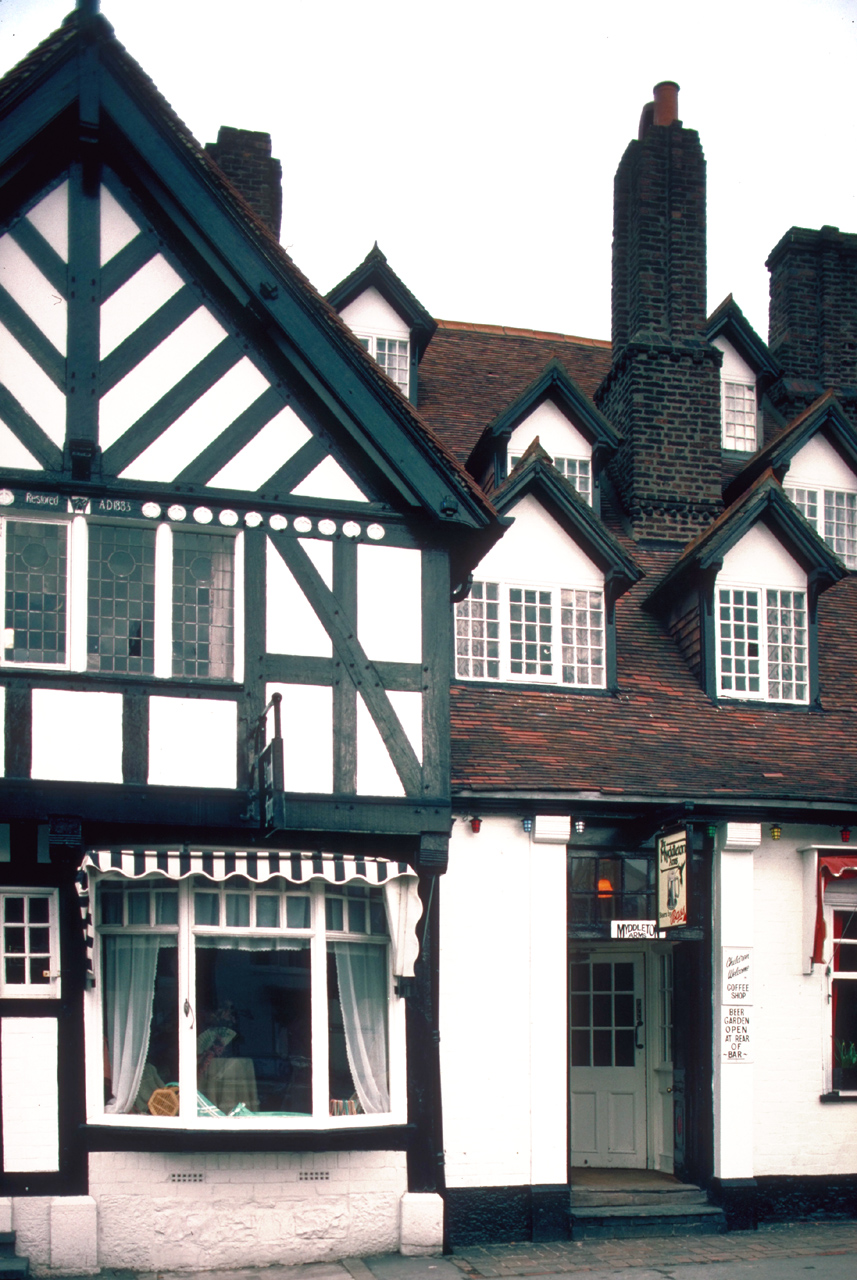

بعد وفاة زوجها الأول، تزوجت كاثرين من السيد ريتشارد كلوف، تاجر ثري أسس بورصة رويال في مدينة لندن مع شريكه في العمل السير توماس جريشام. عاش كلوف في أنتويرب، وعند عودته إلى دينبيشير عام 1567 بنى منزلين، باخ واي غريغ وبلاس كلوف. تم بناء المنازل على طراز أنتويرب من قبل الحرفيين الفلمنكيين وكانت أول منازل من الطوب في ويلز. عند وفاة كلوف، ورث ابنه ريتشارد كلوف، ابنه، بلاس كلوف.
كان لدى كاثرين ابنتان من كلوف:
- آن كلوف (مواليد 1568)، تزوجت من روجر سالوسبري،[4] شقيق جون سالزبري وعم لأبها لإخوتها غير الأشقاء الأكبر سنًا. كان ابنهما الوحيد جون سالزبوري. آن ورثت أغنية «باخ واي غريغ».[6]

- ماري كلوف (مواليد 1569). تزوج ويليام وين، أحد أقارب موريس وين.

عاش آل كلوف لفترة في أنتويرب، حيث تم رسم صورة كاثرين، على الأرجح بواسطة أدريان فان كروننبرج، كما يقترح المتحف الوطني الآن، أو ربما بواسطة لوكاس دي هيري. في غضون ست سنوات من زواجهما، توفي السير ريتشارد كلوف في هامبورغ عن عمر يناهز الأربعين. من المحتمل أنه تعرض للتسمم بسبب عمله كجاسوس للملكة إليزابيث الأولى.

### موريس وين
ثم تزوجت كاثرين من موريس وين من جويدر. كان وين عمدة كارنارفونشاير وترك كاثرين امرأة ثرية عندما مات.
كان لكاثرين طفلان آخران من قبل موريس وين:
- هنري وين، الذي تزوج بلانش فوغان.

- جين وين، التي تزوجت من سيمون ثيلوال.

### إدوارد ثيلوال
كان زوج كاثرين الرابع والأخير إدوارد ثيلوول الذي عاش أكثر من حياتها.
كتب الشاعر الويلزي روبرت باري رثاء بمناسبة وفاة كاثرين. وكان من بين نسلها العديدين هيستر ثريل والمستكشف في القرن الثامن عشر جون سالوسبري.